# Monte Graciosa
A Monte Graciosa é uma serra situada na ilha de Santiago, no arquipélago de Cabo Verde. O seu ponto mais elevado tem 654 m de altitude.
Tem origem vulcânica e fica situada a 3 km a nordoeste de Tarrafal, numa das cordilheiras de montanhas que atravessam o interior da ilha. Mais a sul fica situado o Serra da Malagueta. O montananha localizado-se este de Baía de Tarrafal.

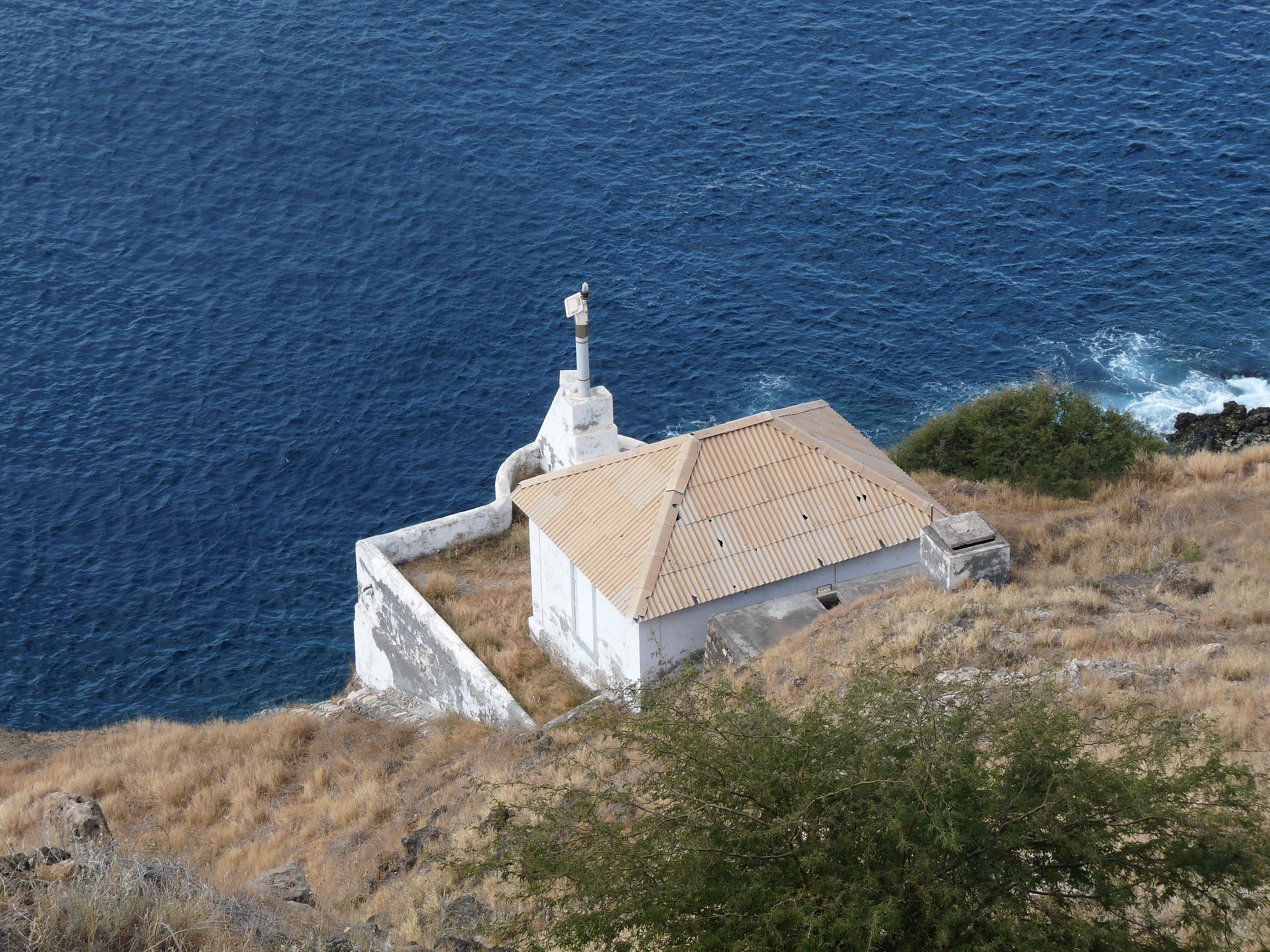
Farol da Ponta Preta na parte baixo de serra

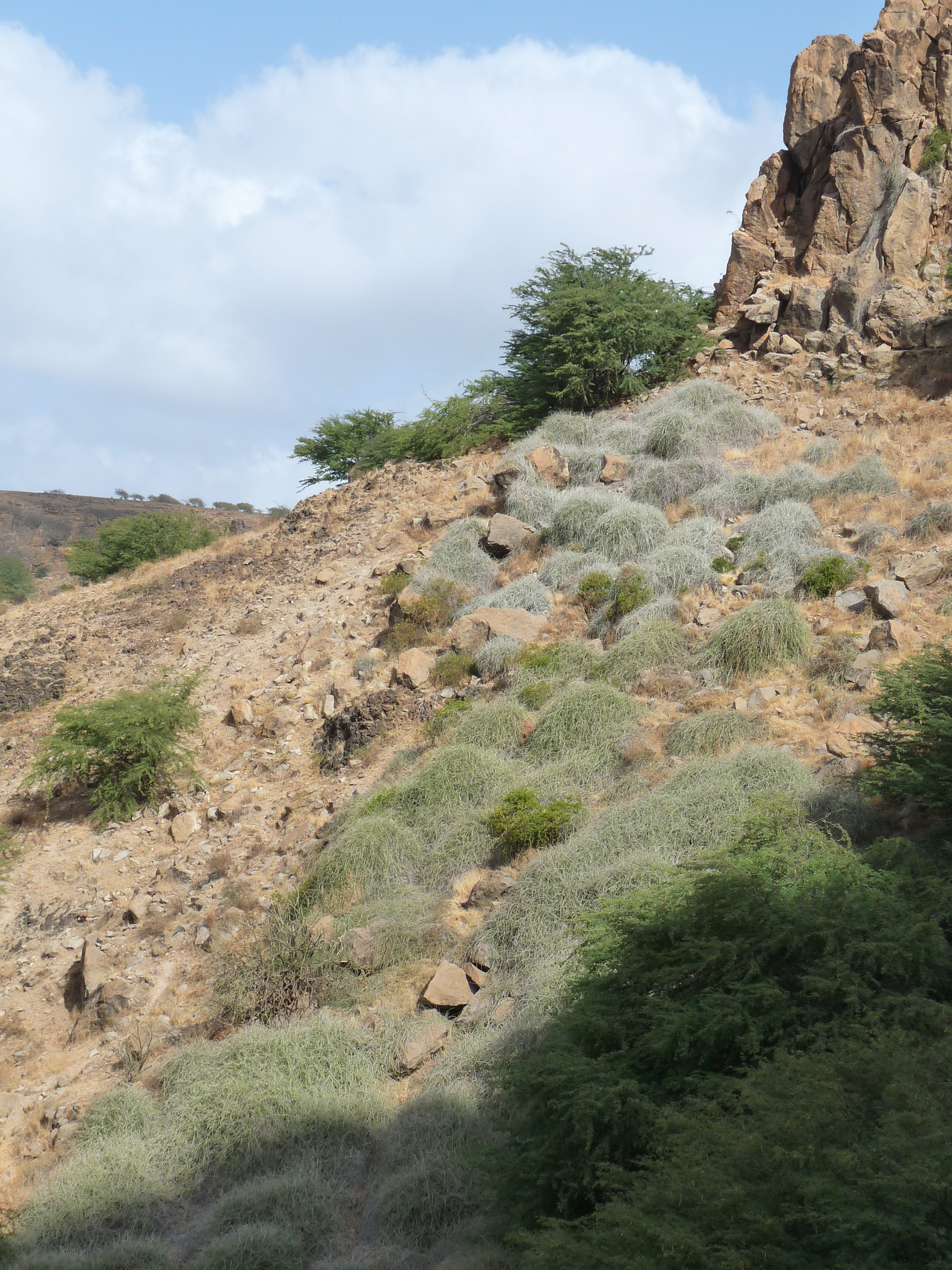
Sarcostemma daltonii, uma planta endémica de Cabo Verde

A serra e a área circundante formam o Parque Natural de Monte Graciosa.  O zona de parque incluim Ponta Preta e norte Ponta da Fazenda, localizado na ponte e uma farol nomeado Farol da Ponta Preta.

## Zona de parque
O parque natural possui-se 2,4% de plantas endémicas de país notamente Campylanthus glaber ssp. glaber (alecrim brabo), Euphorbia tuckeyana, Kickxia webbiana (agrião de rocha), Kickxia dichondrifolia, Asteriscus/Nauplius daltonii ssp. daltonii, Paronychia illecebroides (palha de formica), Sarcostemma daltonii (gestiba) e marmulano de Macaronésia Siderxylon marginata
Plantas non-indigenosas em parque incluir Jatropha curcas e Prosopis juliflora (American acacia) fundado alto de 200 m de altura.